# Josip Ribičič
Josip Ribičič, slovenski učitelj, pisatelj, dramatik in urednik, * 3. november 1886, Baška na otoku Krku, † 7. junij 1969, Ljubljana. 

## Življenjepis
Rodil se je leta 1886, kot Josip Ribičić, v Baški na otoku Krku, Avstro-Ogrska (sedaj Hrvaška), materi Slovenki Mariji Ribičić (rojeni Križnič) iz Gorenje vasi pri Kanalu ob Soči in očetu Hrvatu Juraju Ribičiću iz Dalmacije. Mati je bila gospodinja in zavedna Slovenka, oče je bil avstro-ogrski uradnik. Po končani osnovni šoli se je vpisal na učiteljišče v Koper, kjer je leta 1909 maturiral. Poučeval je v Murovcih na Goriškem (1909–1911), nato pri Sv. Jakobu v Trstu (1911–1912), v Krminu (1912–1915) in spet v Trstu (1915–1925). Po vojni je bil zaposlen na Ministrstvu za prosveto v Ljubljani do leta 1949.
Josip Ribičič je pomemben na treh področjih: na pedagoško-učiteljskem, uredniško-organizacijskem in na literarno-ustvarjalnem. Je utemeljitelj slovenske moderne pravljice, katero je kot pisec popeljal v sodobni evropski vrh. S svojim delom urednika je utemeljitelj slovenskega mladinskega periodičnega tiska in vsebinske zasnove slovenskega založništva.
Bil je urednik trškega Novega Rodu (1923–1925), Našega Roda (1929–1941), Pionirja in Cicibana (1945–1948), deloval je v raznih kulturnih, družbenih in političnih organizacijah. Bil je ustanovitelj nove založbe Mladinska knjiga in mladinskega lista Kurirček (1961) od leta 1991 poimenovanega kot Kekec.
Njegov sin je bil politik Mitja Ribičič.

## Delo
Kraljestvo čebel (1912) je pisateljevo prvo tiskano in mladinsko delo. Nastalo v času, ko se je začela uveljavljati slovenska moderna pravljica. V njej se je skušal znebiti motivov ljudskega izročila in ljudske pravljice ter poskušal uveljaviti otroški svet skozi živalske like. 
Snov za svoja dela je, kot rečeno, zajemal iz živalskega sveta  in iz NOB. Za njegove živalske pravljice (Miškolin) je značilno prikazovanje stvarnega otroškega sveta v živalskih osebah, v katerih se zlahka prepoznajo mladi bralci. Njegova proza je tudi vzgojna (Kokošji rod) in potopisna (Nana, mala opica). V proznih delih s snovjo iz NOB (Rdeča pest) prikazuje otroško doživljanje vojne in sodelovanje v njej. V mladinski dramatiki povezuje pravljično snov z elementi groteske (V kraljestvu palčkov, Kraljica palčkov). Njegovo slovstveno delo, v katerem so vplivi  ˝moderne˝, je bilo v prvi vrsti namenjeno mladini; izjema so Razvaline, zbirka vojnih črtic (Trst 1917), in humoreske ter satire. V njegovih mladinskih spisih prevladuje domišljija, opirajoča se na stvarni pogled na svet, naravoslovje in zdravstvo. Vse to vsebujejo satirične podobe živalskega sveta in pravljica. 
Največ ugleda je prinesla Ribičiču povest za otroke, Miškolin. Njegovo zadnje delo je knjiga spominov: Moja mlada leta.
Izbrana dela Josipa Ribičiča so izšla pri Mladinski knjigi v Ljubljani leta 1976 v sedmih knjigah na 1.298 straneh. Izdal je preko štirideset izvirnih knjig za mladino (črtice, igrice, slikanice, povesti, potopise). Velja pa omeniti še obsežno knjigo spisov otrok o letih (1941-1945), zbranih med otroki iz vse Slovenije, izdano pod naslovom Še pomnite tovariši?. Knjiga je bila odmevna in je izšla kar v dveh delih, in sicer : Otrok med bojem (spisi do deset let starih otrok, prvi del), Uporna srca (spisi mladine, drugi del).
Pisatelj je prav tako sodeloval od leta 1946 pa 1967 pri berilih za osnovne in strokovne šole.

### Dramatika
- Šest mladinskih iger, 1922 (COBISS)
- V kraljestvu palčkov, 1923 (COBISS)
- Kraljica palčkov (drugi del, V kraljestvu palčkov), 1923 (COBISS)
- Igrice,1927 (COBISS)
- Palčki, 1937 (COBISS)
- Pisane lutke, 1938 (COBISS)
- Ciciban nastopa, 1939 (COBISS)
- Sv. Miklavž, 1945 (COBISS)
- Tinče in Binče, 1949 (COBISS)
- Mucolin in volk, 1952 (COBISS)
- Palčki, 1953 (COBISS)
- Cenček in dedek Mraz, 1957 (COBISS)

### Pravljice
- Kokošji rod, 1924 (COBISS), posodobljena izdaja Kokošji rod, 2022 (COBISS)
- Zavratne pošasti, 1924 (COBISS)
- Mihec in Jakec, 1931 (COBISS)
- Miškolin, 1931 (COBISS)
- Miklavževa noč, 1932 (COBISS)
- Čurimurčki, 1936 (COBISS)
- Nana, mala opica, 1937 (COBISS)
- Pisane lutke, 1938 (COBISS)
- Tinkin zajček, 1938 (COBISS)
- Upornice, 1940 (COBISS)

### Proza
- Kralj Honolulu, 1935 (COBISS)
- Udarniki, 1945 (COBISS)
- Črni muc vasuje, 1946 (COBISS)
- Izgubljeno kosilo, 1946 (COBISS)
- Trije na pohodu in druge zgodbe, 1954 (COBISS)
- Rdeča pest, 1955 (COBISS)
- Usodna igra, 1956 (COBISS)
- Za zapahi, 1959 (COBISS)
- Razbita hajka, 1960 (COBISS)
- Mihčev škrat, 1960 (COBISS)
- Branko, morje in še kaj, 1960 (COBISS)
- Drzna trojka, 1962 (COBISS)
- Moja mlada leta, 1965 (COBISS)
- Prevarane črne srajce, 1967 (COBISS)

## Priznanja in nagrade
Leta 1955 je dobil Levstikovo nagrado za povest Rdeča pest.